# Elson Hooi
Elson Hooi (* 1. října 1991, Willemstad, Curaçao) je fotbalový útočník a reprezentant Curaçaa, v současnosti hráč nizozemského klubu NAC Breda.

## Klubová kariéra
V profesionálním fotbale debutoval v dresu nizozemského klubu NAC Breda. V únoru 2015 odešel na hostování do dánského týmu Viborg FF.

## Reprezentační kariéra
V roce 2011 odehrál 3 zápasy za reprezentaci Curaçaa do 20 let, stejný počet pak o rok později za reprezentační výběr Curaçaa do 23 let.